# Octopus berrima
Octopus berrima är en bläckfiskart som beskrevs av Stranks och Norman 1993. Octopus berrima ingår i släktet Octopus och familjen Octopodidae. Inga underarter finns listade i Catalogue of Life.